# Учуань
Учуань (кит. спр. 吴川市, піньїнь: Wúchuān Shì) — місто-повіт в центральнокитайській провінції Гуандун, складова міста Чжаньцзян.

## Географія
Учуань лежить на сході префектури і виходить до Південнокитайського моря.

### Клімат
Місто знаходиться у зоні, котра характеризується вологим субтропічним кліматом. Найтепліший місяць — липень із середньою температурою 29.2 °C (84.6 °F). Найхолодніший місяць — січень, із середньою температурою 16.1 °С (61 °F).
| Клімат Учуаня           | Клімат Учуаня | Клімат Учуаня | Клімат Учуаня | Клімат Учуаня | Клімат Учуаня | Клімат Учуаня | Клімат Учуаня | Клімат Учуаня | Клімат Учуаня | Клімат Учуаня | Клімат Учуаня | Клімат Учуаня | Клімат Учуаня |
| Показник                | Січ.          | Лют.          | Бер.          | Квіт.         | Трав.         | Черв.         | Лип.          | Серп.         | Вер.          | Жовт.         | Лист.         | Груд.         | Рік           |
| Середня температура, °C | 16,1          | 16,6          | 19,8          | 23,7          | 27,3          | 28,5          | 29,2          | 28,7          | 27,7          | 25,2          | 21,4          | 17,8          | 23,5          |
| Норма опадів, мм        | 29.5          | 49.5          | 63.7          | 159.3         | 235.9         | 274.5         | 200.8         | 293.1         | 252.6         | 103.6         | 44.5          | 21.3          | 1728.3        |
| Днів з опадами          | 11,1          | 12,4          | 13,4          | 14,5          | 16,7          | 18,7          | 16,9          | 18,3          | 15,3          | 11,4          | 9,4           | 9,7           | 167,8         |
| Вологість повітря, %    | 78.1          | 84.8          | 87            | 86.8          | 83.8          | 83.5          | 81.2          | 83.4          | 80.8          | 77.5          | 74.8          | 74.5          | 81.4          |
| ----------------------- | ------------- | ------------- | ------------- | ------------- | ------------- | ------------- | ------------- | ------------- | ------------- | ------------- | ------------- | ------------- | ------------- |
| Джерело: Weatherbase    |               |               |               |               |               |               |               |               |               |               |               |               |               |